# Victor Frédéric Verrimst
Victor Frédéric Verrimst, né à Paris le 29 novembre 1825 et mort à Houilles le 16 janvier 1893, est un contrebassiste et compositeur français.

## Biographie
Victor Frédéric Verrimst naît à Paris le 29 novembre 1825,.
D'ascendance belge, il étudie au Conservatoire de Paris la contrebasse dans la classe de Louis-François Chaft, ainsi que l'harmonie avec Antoine Elwart et le contrepoint avec Aimé Leborne. Lauréat des premiers prix dans ces disciplines, Verrimst devient musicien à l'orchestre de l'Opéra-Comique puis est contrebassiste solo à l'orchestre de l'Opéra de Paris, à la Société des concerts du Conservatoire et joue dans la musique particulière de Napoléon III,.
En 1881, il est nommé officier d'Académie.
Verrimst fut également maître de chapelle de l'église Saint-Thomas-d'Aquin puis de l'église Saint-Bernard et professeur de contrebasse au Conservatoire de Paris, où il succède à Charles Labro, de 1882 à 1893,. À ce titre, il est l'auteur d'une Méthode complète pour la contrebasse, en usage au Conservatoire, ainsi que d'un Solfège du contrebassiste et de cinq Morceaux de concours,.
Mais Victor Frédéric Verrimst ne s'est pas limité à l'écriture pour la contrebasse. Il a notamment composé plusieurs messes et motets, diverses mélodies et pièces de genre pour piano, une fantaisie pour trombone, ainsi qu'un important recueil de rondes et chansons populaires harmonisées, publié en deux volumes,.
Il est mort le 16 janvier 1893 à Houilles,.